# Xanthoparmelia weberiella
Xanthoparmelia weberiella är en lavart som beskrevs av Elix. Xanthoparmelia weberiella ingår i släktet Xanthoparmelia och familjen Parmeliaceae.   Inga underarter finns listade i Catalogue of Life.